# Emmagatzematge al núvol
|  | No s'ha de confondre amb Servei d'allotjament de fitxers. |

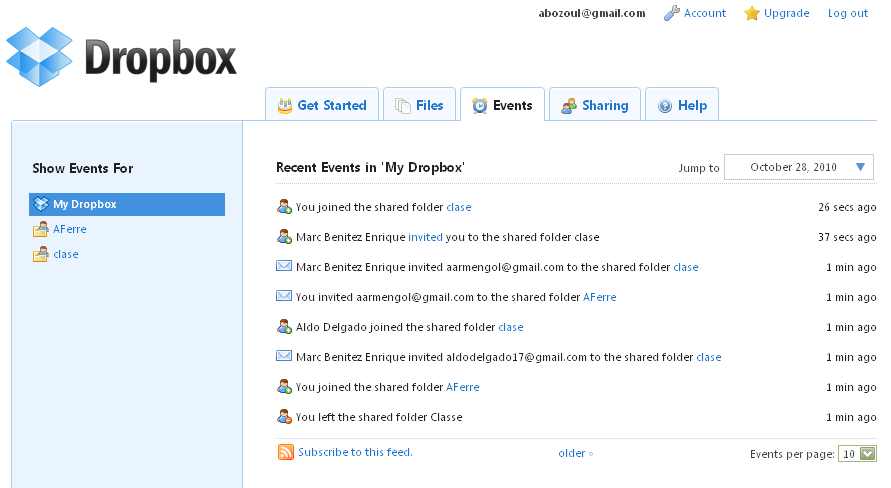
Captura de pantalla de la interfície web del Dropbox.

L'emmagatzematge al núvol és un model d'emmagatzematge basat en xarxes, ideat la dècada del 1960 on les dades estan allotjades en espais d'emmagatzematge virtuals i en general estan allotjats per tercers. Les companyies d'allotjament operen enormes centre de processament de dades, i els usuaris que requereixen les seves dades siguin allotjats compren, lloguen o tenen un accés gratuït a la capacitat d'emmagatzematge que requereixen. Els operadors dels centres de dades virtualitzen els recursos d'acord amb els requeriments del client i només exhibeixen els entorns amb els recursos requerits, mentre que els clients per ells mateixos administren l'emmagatzematge i funcionament de fitxers, dades o aplicacions. Físicament els recursos poden estar repartits en múltiples servidors.
Als servidors d'emmagatzematge al núvol s'hi pot accedir a través de diversos mitjans, com ara un servei web (web service), interfície de programació d'aplicacions (API), interfície d'usuari (interfície web) o alguna altra seleccionada pel client.

## Diferències amb "Servei d'allotjament de fitxers"
"Cloud Storage"
- Usos: 1.- Backup automàtic de dispositius. 2.-Treball col·laboratiu en documents (ex: Google Docs).

- Tecnologia: Sincronització delta (només canvis).

"File-Hosting Service"
- Usos: 1.- Compartir arxius grans via enllaç. 2.- Distribució de contingut sense registre.

- Limitacions:  Temps d’inactivitat => Esborrat d’arxius.

## Història de l'emmagatzematge al núvol
L'emmagatzematge al núvol posseeix les mateixes característiques que la computació al núvol pel que fa a agilitat, escalabilitat, "elasticitat" i multipossesió. Es considera que el concepte es va forjar en la dècada dels anys 1960 per Joseph Carl Robnett Licklider. Des d'aquests anys, la computació al núvol es va anar desenvolupant en diverses àrees. Les implementacions recents es deuen a la Web 2.0. Això es va deure al fet que les grans velocitats d'ample de banda i els baixos costos d'emmagatzematge i processament no es van estendre fins a finals dels anys 1990, la qual cosa va retardar la implementació i el desenvolupament massiu de les solucions basades en computació al núvol. Només algunes entitats tenien la infraestructura per desenvolupar aquests conceptes.
El 1999, va arribar un dels èxits primerencs de la computació al núvol, amb "salesforce.com" pionera en el lliurament d'aplicacions corporatives per mitjà d'una interfície web. Aquesta companyia va demostrar als especialistes i companyies de desenvolupament de software l'avantatge de l'ús de portals web per entrega dels seus productes. FilesAnywhere també va col·laborar en l'esquema de serveis basats en emmagatzematge al núvol, que va permetre als usuaris compartir els seus arxius de manera segura per Internet. Actualment les dues companyies ofereixen els seus serveis.
Hi dificultat per definir amb termes clars l'arquitectura de l'emmagatzematge al núvol, però és clarament anàleg al concepte d'emmagatzematge d'objectes. Serveis d'emmagatzematge al núvol proveïts per Amazon S3, productes d'emmagatzematge al núvol d'EMC Atmos i projectes d'investigació d'emmagatzematge com Oceanstore són exemples clars i ofereixen pautes sobre l'emmagatzematge d'objectes.
Emmagatzematge al núvol es defineix com un entorn d'emmagatzematge compost per molts recursos distribuïts, però actua com un de sol amb gran tolerància d'errors perquè implementa redundància i emmirallat de dades (distribució de dades), que possibilita la perpetuïtat o la recuperació de la informació per seus versionalització de còpies, que millora la consistència eventual de les rèpliques de dades (consistència de dades).
Les necessitats són cada vegada més grans, però la necessitat d'avanç tecnològic va conduir a sistema de núvol, anomenada cloud computing o computació en el núvol, per la virtut del totes les dades de l'empresa es troben disponibles a Internet.

## Avantatges
- Les empreses només necessiten pagar l'emmagatzematge que utilitzen, generalment una mitjana de consum durant un mes.[4] Això no vol dir que l'emmagatzematge al núvol sigui menys costós, només que comporti despeses de funcionament en lloc de despeses de capital.

- Les empreses que utilitzen l'emmagatzematge al núvol poden reduir el seu consum d'energia fins a un 70%, convertint-les en un negoci més verd.[5]

- Les organitzacions poden triar entre opcions d'emmagatzematge al núvol fora de locals i locals o una combinació de les dues opcions, segons criteris de decisió rellevants que siguin complementaris amb el potencial d'estalvi de costos directes inicial; per exemple, continuïtat de les operacions (COOP), recuperació de desastres (DR), seguretat (PII, HIPAA, SARBOX, IA / CND) i registra les lleis, regulacions i polítiques de retenció.[6]

- La disponibilitat d'emmagatzematge i la protecció de dades són intrínseques a l'arquitectura d'emmagatzematge d'objectes, de manera que, segons l'aplicació, es poden eliminar la tecnologia, l'esforç i el cost addicionals per afegir disponibilitat i protecció.[7]

- Les tasques de manteniment d'emmagatzematge, com ara adquirir capacitat d'emmagatzematge addicional, es descarreguen a càrrec d'un proveïdor de serveis.[4]

- L'emmagatzematge al núvol proporciona als usuaris un accés immediat a una àmplia gamma de recursos i aplicacions allotjats a la infraestructura d'una altra organització mitjançant una interfície de servei web.[8]

- L'emmagatzematge al núvol es pot utilitzar per copiar imatges de màquines virtuals del núvol a ubicacions locals o per importar una imatge de màquina virtual des d'una ubicació local a la biblioteca d'imatges del núvol. A més, es pot utilitzar l'emmagatzematge al núvol per moure imatges de màquines virtuals entre comptes d'usuari o entre centres de dades.[9]

- L'emmagatzematge al núvol es pot utilitzar com a còpia de seguretat a prova de desastres naturals, ja que normalment hi ha 2 o 3 servidors de còpia de seguretat diferents ubicats en diferents llocs del món.

- L'emmagatzematge al núvol es pot associar com a unitat local amb el protocol WebDAV. Pot funcionar com a servidor de fitxers central per a organitzacions amb diverses ubicacions d'oficina.

## Potencials preocupacions

### Seguretat de les dades
La subcontractació d'emmagatzematge de dades augmenta la superfície d'atac.
1. Quan les dades han estat distribuïdes, s'emmagatzema a més ubicacions augmentant el risc d'accés físic no autoritzat a les dades. Per exemple, en l'arquitectura basada al núvol, les dades es repliquen i es mouen freqüentment, de manera que el risc de recuperació de dades no autoritzades augmenta notablement. Com en el cas de l'eliminació d'equips vells, reutilització d'accionaments, reassignació d'espais d'emmagatzematge. La manera de replicar les dades depèn del nivell de servei que triï el client i del servei prestat. Quan el xifrat està al seu lloc, pot assegurar la confidencialitat. Es pot utilitzar el crypto-shredding en disposar de dades (en un disc).
2. El nombre de persones amb accés a les dades que podrien estar en perill (per exemple, subornades o coaccionades) augmenta notablement. Una sola empresa podria tenir un petit equip d'administradors, enginyers de xarxa i tècnics, però una empresa d'emmagatzematge al núvol tindrà molts clients i milers de servidors, per tant, un equip de personal tècnic molt més gran amb accés físic i electrònic a gairebé totes les dades. a tota la instal·lació o potser a tota l'empresa.[11] Les claus de desencriptació que guarda l'usuari del servei, en contraposició amb el proveïdor de serveis, limiten l'accés a les dades dels empleats del proveïdor de serveis. Pel que fa a compartir diverses dades al núvol amb diversos usuaris, s'ha de distribuir als usuaris un gran nombre de claus a través de canals segurs per a desxifrar-los, a més, han de ser emmagatzemats i gestionats de manera segura pels usuaris en els seus dispositius. Emmagatzemar aquestes claus requereix un emmagatzematge segur bastant car. Per superar-ho, es pot utilitzar un criptosistema de gran quantitat de claus .
3. Augmenta el nombre de xarxes per les quals viatgen les dades. En lloc de només una xarxa d'àrea local (LAN) o una xarxa d'àrea d'emmagatzematge (SAN), les dades emmagatzemades en un núvol requereixen una xarxa WAN (xarxa d'àrea àmplia) per connectar-les totes dues.
4. Si compartiu emmagatzematge i xarxes amb molts altres usuaris / clients, és possible que altres clients accedeixin a les vostres dades. De vegades per accions errònies, equips defectuosos, un error i de vegades per intenció criminal. Aquest risc s'aplica a tot tipus d'emmagatzematge i no només a l'emmagatzematge al núvol. Es pot mitigar el risc de llegir dades durant la transmissió mitjançant la tecnologia de xifratge. El xifratge en trànsit protegeix les dades mentre es transmeten al i al servei al núvol.[12] El xifratge en repòs protegeix les dades emmagatzemades al proveïdor de serveis. Xifrar dades en un sistema on-rammp de servei al núvol local pot proporcionar una protecció de xifrat de tots dos tipus.

### Longevitat
Les empreses no són permanents i els serveis i productes que proporcionen poden canviar. L'externalització d'emmagatzematge de dades a una altra empresa necessita una investigació minuciosa i res no és cert. Els contractes en pedra poden ser inútils quan una empresa deixa d'existir o canvien les seves circumstàncies. Les empreses poden:
1. Fer fallida.
2. Expandir-se i canviar el focus.
3. Ser comprades per altres empreses més grans.
4. Ser adquirida per una empresa amb seu o trasllat a un país que renega del compliment de les restriccions a l'exportació i, per tant, necessita una mudança.
5. Patir un desastre irrecuperable.

### Accessibilitat
- El rendiment per a l'emmagatzematge subcontractat és probablement inferior al de l'emmagatzematge local, depenent de la quantitat que estigui disposat a gastar per l'amplada de banda WAN.[4]

- La fiabilitat i la disponibilitat depèn de la disponibilitat de xarxa d'àmplies zones i del nivell de precaucions preses pel prestador del servei. La fiabilitat s'ha de basar en el maquinari i en diversos algoritmes utilitzats.

- És una multiplicitat d'emmagatzematge de dades, donada.

### Opcions
Hi ha diverses opcions disponibles per evitar aquests problemes. Una opció és utilitzar un núvol privat en lloc d'un núvol públic (també hi ha proveïdors que ofereixen emmagatzematge al núvol privat). Una altra opció és ingerir dades en format xifrat on la clau es manté dins de la infraestructura local. L'accés s'utilitza sovint mitjançant passarel·les d'emmagatzematge al núvol que es troben en premissa. Aquestes passarel·les tenen opcions no només de xifrar i comprimir les dades abans de la transferència, sinó que també reflecteixen l'emmagatzematge en diversos proveïdors d'emmagatzematge al núvol i eliminen el risc de tancar un sol proveïdor. Les passarel·les també ofereixen l'opció d'emmagatzemar en memòria les dades d'un algorisme més recent utilitzat en premissa. Juntament amb les analítiques de dades, les dades s'emmagatzemen i s'obtenen en un formulari més valuós en lloc del sol formulari usat recentment.

## Exemples d'emmagatzematge en el núvol

### Dropbox
Artícle principal: Dropbox
Dropbox és un servei d'allotjament d'arxius multiplataforma en el núvol, operat per la companyia Dropbox. Actualment compta amb més de 500 milions d'usuaris registrados.
El servei permet als usuaris emmagatzemar i sincronitzar arxius en línia, entre ordinadors, compartir arxius i carpetes amb altres usuaris en pastilles i mòbils.
Existeixen versions gratuïtes i de pagament, cadascuna de les quals té opcions variades. Està disponible per a Android, Windows Phone, Blackberry i iOS (Apple).

### Google Drive
Article principal: Google Drive
Google Drive és un servei d'allotjament d'arxius que va ser introduït per Google el 24 d'abril del 2012.
És el reemplaçament de Google Docs que ha canviat la seva adreça URL, entre d'altres qualitats.
Cada usuari compta amb 15 gigabytes d'espai gratuït per emmagatzemar els seus arxius, ampliables mitjançant diferents plans de pagament.
És accessible a través de la pàgina web des d'ordinadors i disposa d'aplicacions per Android i iOS que permeten editar documents i fulls de càlcul.

### iCloud
iCloud és una plataforma d'Apple i un sistema d'emmagatzematge en el núvol.
Ofereix servei per als clients de Mac i iOS.
Es tracta d'una plataforma per editar i compartir documents i permet als usuaris emmagatzemar dades per després poder accedir-hi des de qualsevol equip.
iCloud guarda els seus llocs favorits perquè es pugui accedir a ells des de qualsevol lloc amb el seu iPhone, iPad, iPod touch, Mac o Pc i fins i tot es poden fer còpies de seguretat dels equips.
iCloud va ser llançat el 12 d'octubre de 2011 i, des de juliol de 2012, compta amb més de 150 milions d'usuaris.

### Amazon Web Services
La plataforma d'Amazon ofereix diferents opcions per a l'emmagatzematge en el núvol. Proposa solucions diferents depenent de si es volen emmagatzemar per blocs, per arxius o per objectes.
L'emmagatzematge per blocs està enfocat a les bases de dades (dades com a servei), on s'ofereixen solucions com RDS, un maneig de base de dades relacionals. Accepta les tecnologies estàndard (MySql, PostgreSql, SqlServer, entre d'altres) i ofereix la seva pròpia tecnologia dissenyada especialment per al núvol anomenada Aurora.
D'altra banda, l'emmagatzematge per arxius ofereix la possibilitat de gestionar un sistema d'arxius en el núvol (EFS), on es pot emmagatzemar quantitats en l'ordre dels PetaBytes i posseeix la suficient concurrència com perquè milers d'instàncies EC2 accedeixin simultàniament a el mateix arxiu. Actualment utilitza NFSv4 per al maneig de sistema d'arxius i el preu de l'servei depèn de la mida de les dades emmagatzemades i el rendiment desitjat per accedir a aquestes dades.
Emmagatzematge per objectes (S3), s'utilitza per tenir un contenidor d'arxius dels quals poden ser recuperats des de qualsevol ubicació. Per defecte emmagatzemar les dades en un d'aquests contenidors assegura que encara que una zona sencera de disponibilitat hagi caigut completament les dades encara poden ser recuperats ja que s'emmagatzemen en tres zones .de disponibilitat connectades per cables de fibra totalment independents. A més, la capacitat d'emmagatzematge és il·limitada i el preu de l'servei depèn de la mida de les dades emmagatzemades i de la quantitat de vegades que s'accedeix a ells. De manera automàtica Amazon gestionar les teves dades segons la quantitat de vegades que es accedeixen a aquests, de manera que les dades als quals s'accedeixen amb més freqüència tenen un baix cost per accés mentre que els arxius que menys es accedeixen tenen un cost d'emmagatzematge baix i el preu per accés és més gran comparat amb les dades a les quals s'accedeix amb més freqüència.
Totes les dades emmagatzemades dins de la plataforma d'Amazon compten amb possibilitat de ser xifrats amb claus proveïdes per l'usuari, a més de comptar amb un sistema d'auditoria (CloudTrail i CloudWatch) integrat a la plataforma, que opcionalment permet configurar mètriques i notificacions per seguir de prop l'estat de la informació.

### OneDrive
Article principal: OneDrive
OneDrive és un servei d'emmagatzematge en el núvol de Microsoft.
Amb aquest servei es poden emmagatzemar fotografies, vídeos, i tot tipus d'arxius i documents. Ofereix diferents opcions per poder compartir els continguts emmagatzemats.
És compatible amb equips Microsoft Windows, Mac i plataformes iOS, Android o Windows Phone.